# Martell Webster
Martell Webster (* 4. Dezember 1986 in Edmonds, Washington) ist ein ehemaliger US-amerikanischer Basketballspieler, der von 2005 bis 2015 in der NBA aktiv war, zuletzt bei den Washington Wizards. Webster ist einer der letzten Spieler, die direkt aus der Highschool in die NBA gekommen sind, aufgrund einer neuen Draft-Regelung, welche zur Saison 2006 einsetzte.

## Karriere
Webster kam als großes Talent von der Highschool und hatte bereits der University of Washington zugesagt, entschied sich jedoch kurz danach, sich zum NBA-Draft anzumelden und überging somit das College.

### NBA
Der 2,01 Meter große Webster wurde an 6. Stelle des Drafts 2005 von den Portland Trail Blazers ausgewählt. Im Januar 2006 wurde er zu den Fort Worth Flyers, die in der NBA Development League spielten, zugewiesen (damit war er zu diesem Zeitpunkt der höchste Draft-Pick, der je in die D-League ausgewiesen wurde), doch bereits im Februar wurde er wieder in den Kader der Blazers zurück berufen. Die Saison 2008–09 musste er bereits nach dem ersten Spiel aufgrund einer Fußverletzung aussetzen.
Nach fünf Jahren bei den Blazers, wo er die hohen Erwartungen nicht erfüllen konnte, wurde er zu den Minnesota Timberwolves abgegeben. Aufgrund von Verletzung spielte Webster jedoch nur 46 (2010/11) beziehungsweise 47 (2011/12) aus möglichen 82 Spielen. Die Timberwolves lösten Websters im Sommer 2012 auf.
Daraufhin wurde er von den Washington Wizards verpflichtet. Bei den Wizards legte er mit 11,4 Punkte, 3,9 Rebounds und 1,9 Assists jeweils Karrierebestwerte auf. Er startete in 62 von 79 Spielen und traf mit 42,2 % von der Dreipunktlinie, einen Karrierebestwert. Seine Karrierehöchstpunktzahl von 34 Punkten erreichte er am 16. März 2013, gegen die Phoenix Suns. Dabei gelangen ihm 7 Dreipunktwürfe. Zur Belohnung für seine gute Saison, verlängerten die Wizards seinen Vertrag im Sommer 2013. In den darauffolgenden Jahren kämpfte Webster immer wieder mit Verletzungen im Rücken, woraufhin er nur 32 Spiele in der Saison 2014–15 absolvieren konnte. Nachdem ein beschädigter Knorpel in der rechten Hüfte diagnostiziert wurde, war auch die Saison 2015–16 für ihn vorzeitig beendet. Kurze Zeit später, im November 2015, lösten die Wizards den Vertrag mit Webster wieder auf.
Am 30. September 2017 gab Webster sein Karriereende bekannt.

## Sonstiges
Webster ist der Cousin von Jason Terry, der ebenfalls als Profibasketballer in der NBA aktiv war.
Webster hat von einem Freund einen Spitznamen, The Definition, bekommen. Es handelt sich um ein Wortspiel im Zusammenhang mit seinem Nachnamen (in Anlehnung an Webster’s Dictionary).